# Autodrome de Linas-Montlhéry
L'autodrome de Linas-Montlhéry est un circuit ayant accueilli des courses automobiles, motocyclistes et cyclistes, situé dans l'Essonne. Construit en 1924 par l'architecte Raymond Jamin, sous l'impulsion de l'industriel Alexandre Lamblin, il a reçu le label « Patrimoine du xxe siècle ». Il appartient depuis 1973 à l'Utac, propriétaire aussi du circuit de Mortefontaine (Ceram) dans l'Oise.

## Histoire

### Situation
L'autodrome est initialement situé en Seine-et-Oise (à présent dans le département français de l'Essonne) et dans le canton de Montlhéry (aujourd'hui sur le canton de Longjumeau), centré sur la commune de Linas,, à cheval sur celles de Bruyères-le-Châtel et d'Ollainville, appelé familièrement « autodrome de Montlhéry », du nom du chef-lieu de canton.

### Naissance d'un circuit automobile innovant

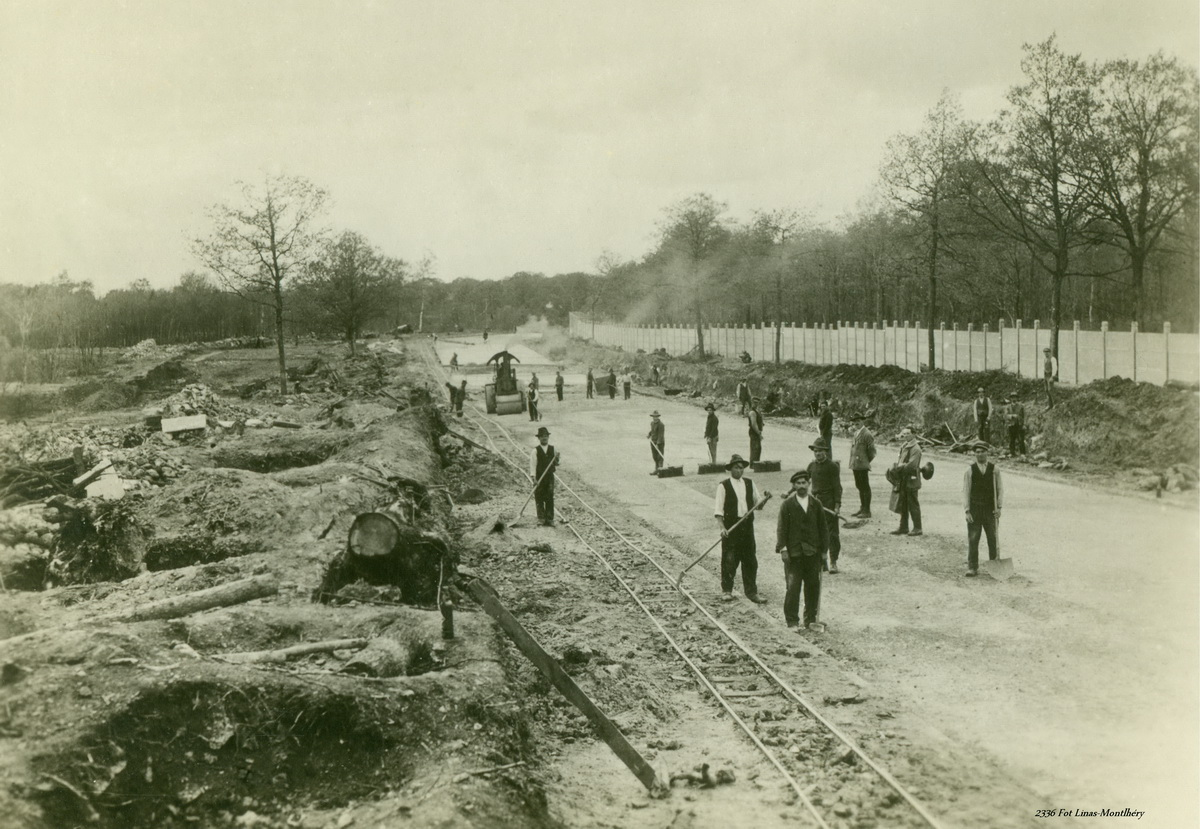
Travaux de construction en 1924.

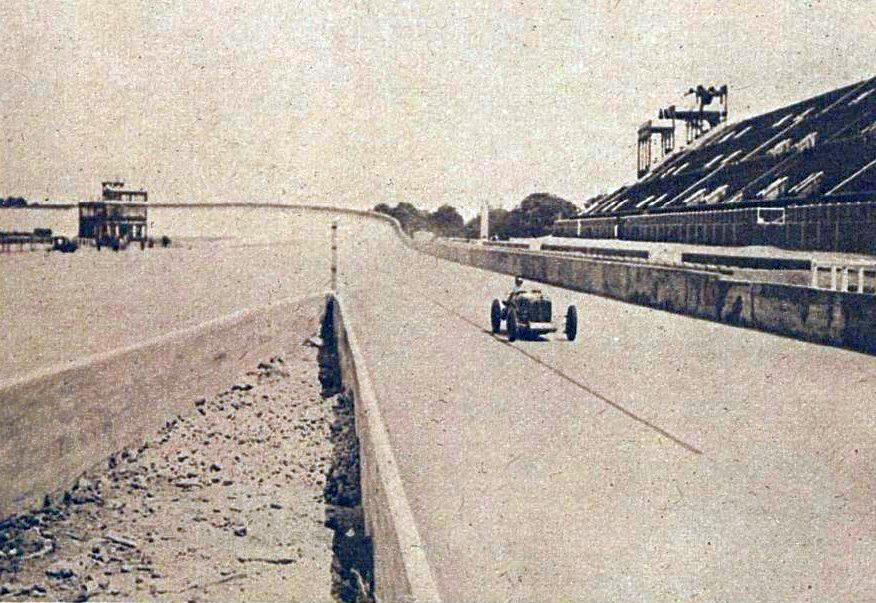
Pierre de Vizcaya et sa Bugatti en juillet 1925, sur la rampe descendante de Linas-Montlhéry (à gauche, la rampe montante).

L'autodrome ouvre en 1924, sous l'impulsion d'Alexandre Lamblin. Cet inventeur et industriel, né en 1884, a fait fortune en fabriquant des radiateurs pour les avions, puis pour des automobiles ; passionné de sports, il possède un journal spécialisé : L'Aéro.
En ce début des années 1920, l'industrie automobile est en effervescence, cherchant à battre des records, notamment de vitesse. Les défis alors inédits, tels que des courses entre une voiture et un avion, sont à la mode et intéressent le grand public.
La Grande-Bretagne possède depuis 1907 le circuit de Brooklands, les États-Unis disposent du circuit d'Indianapolis, construit en 1911, l'Italie utilise celui de Monza, ouvert en 1922.
En 1922, Alexandre Lamblin, avec l'équipe de l'Aéro, imagine de créer un lieu consacré à tous les sports ; il fait l'acquisition, en 1923, d'un terrain situé sur le plateau de Saint-Eutrope, à Linas, village traversé par la route nationale 20, situé entre Longjumeau et Arpajon. Les terrains sont peu coûteux et proches (à une trentaine de kilomètres) de Paris. Deux projets sont étudiés, le moins onéreux est retenu. Il consiste en un anneau de vitesse de deux kilomètres et demi, occupant le plateau de Saint-Eutrope. L'anneau sera étendu et complété par la suite d'un circuit routier construit sur deux des communes limitrophes de Linas.
Le plateau de Saint-Eutrope se rattache géographiquement au Hurepoix, dans l'ancienne forêt d'Yveline. Ancien emplacement de la seigneurie et du château de Fay, il est alors vaste, boisé, peu habité et peu construit : une maison de maître (le château de Saint-Eutrope), proche de Linas, ainsi que la ferme du Fay, au nord-ouest.
Pour Alexandre Lamblin, l'anneau de vitesse est central, essentiel ; il y voit « un gigantesque vélodrome, à l'échelle des vitesses possibles pour l'époque », « un grand théâtre sportif ».
Dessiné par l'architecte Raymond Jamin, l'anneau de vitesse de la piste prend donc une forme ovale, comportant deux lignes droites de cent quatre-vingts mètres de distance. Il présente la particularité, notable, de virages concaves ; leur forme parabolique cubique à axe vertical comporte un raccord tracé selon une spirale logarithmique. Le dessin vise à permettre à des véhicules d'une tonne d'atteindre une vitesse de 220 km/h au sommet des virages. Le circuit, mesuré sur son axe médian, développe exactement 2 548,24 mètres.
La construction de la piste de vitesse construite sur une charpente à la fois métallique et en béton débute le 15 mars 1924.
Mille tonnes d'acier et huit mille mètres cubes de béton sont nécessaires aux deux mille ouvriers pour réaliser l'ouvrage, les travaux durant six mois. L'usage d'éléments préfabriqués en font un chantier d'avant-garde. Le revêtement Cold Asphalt recouvre les pistes, à l'exception des virages relevés, en béton.
L'autodrome est inauguré le 4 octobre 1924.

Plan du circuit routier de l'autodrome de Linas-Montlhéry (12.496 km).

### Le temps des records

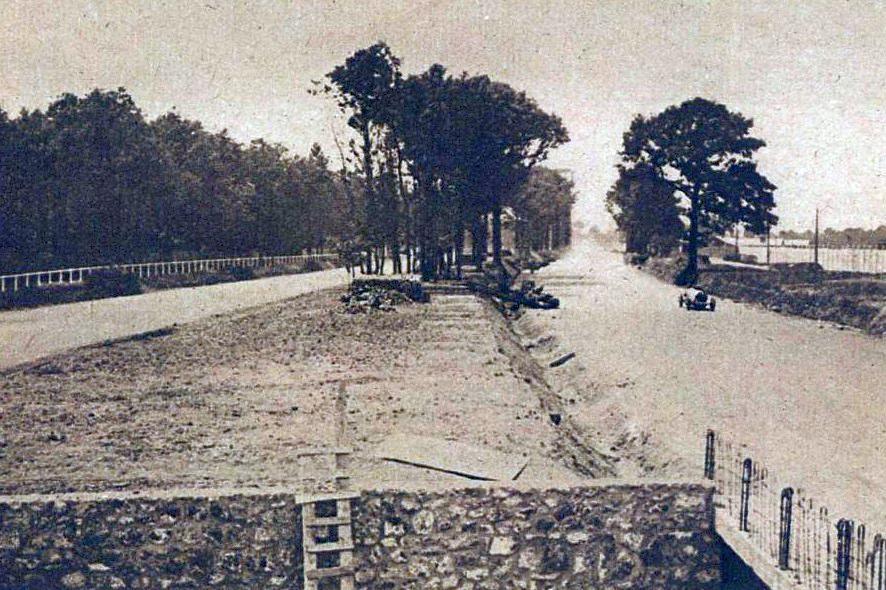
Robert Benoist en 1925 : il quitte ici la piste de l'autodrome pour s'engager sur la route du circuit.

La piste se révèle très réussie. Deux mois après son ouverture, une centaine de records est enregistrée. Le circuit bénéficie de l'éclairage électrique qui permet de rouler de nuit et de tenter des records d'endurance. L'autodrome, ne provoquant pas de nuisance de voisinage, n'est pas freiné dans son développement.
Entre 1925 et 1939, 86 % des records mondiaux sont battus à l'autodrome de Linas.
En 1925, l'extension du circuit, avec la piste de 12,5 kilomètres prolongeant l'anneau de vitesse, permet d'accueillir le Grand Prix de l’Automobile Club de France (ACF). Le pilote Antonio Ascari trouve la mort durant le Grand Prix inaugural.
À partir de 1930, le circuit est en compétition avec celui de Pau.
D'autres Grands Prix se succèdent à Linas, en 1931, en 1933 et en 1937.

### Les difficultés entraînent la vente au Domaine national
L'ajout du circuit prolongeant l'anneau de vitesse entraîne des surcoûts. L'entretien se révèle trop lourd financièrement.
L'accès aux installations reste difficile, malgré la RN 20. Linas n'est pas correctement desservie par le train, même si l'Arpajonnais, inauguré en 1894, relie Arpajon, au sud de l'actuel département de l'Essonne, à Paris, en passant par Linas. Cette ligne connaît des difficultés à partir de 1922.
La fiscalité directe prélevée sur l'autodrome ne lui permet plus d’être rentable et le 13 janvier 1926, par jugement, le circuit est déclaré en faillite.
En 1928, les entreprises d'Alexandre Lamblin connaissent également des difficultés financières, le poids financier du circuit n'ayant pas arrangé les choses. Le 18 octobre 1932, l'usine est mise en faillite.

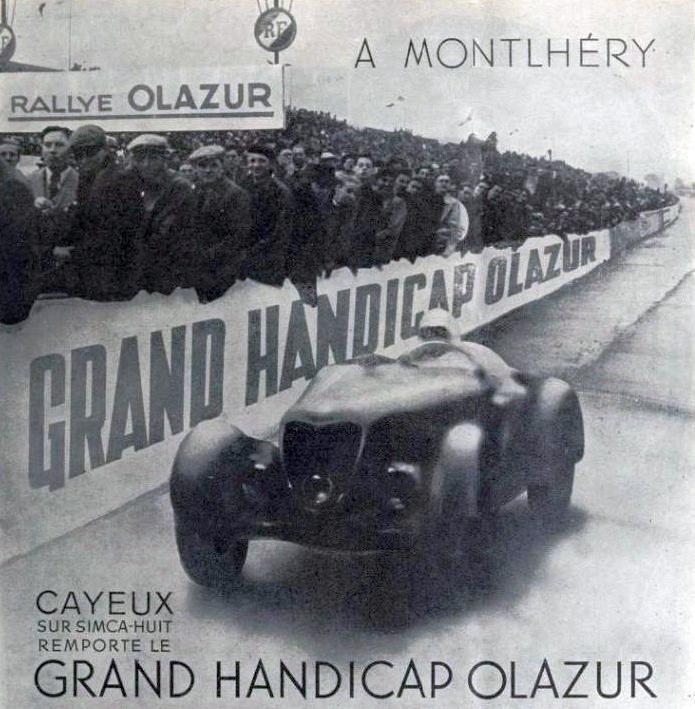
Publicité des huiles et carburants Olazur.

Depuis 1930, l'industriel est gravement malade ; il liquide son journal L'Aéro-sport. Il meurt en 1933, au Touquet, des suites de sa maladie, ruiné et tombé dans l'anonymat.
En 1933, Citroën y installe une station d'essais pour ses véhicules, à l'initiative du colonel Pierre Prevost.
En 1936, l'autodrome est fermé. Le projet de loi prévoyant son acquisition par l'État n'est pas voté. La ligne de chemin de fer passant par Linas, l'Arpajonnais, cesse également.
Devant les frais d'exploitation élevés et l'état du revêtement de béton se dégradant et ne permettant plus de faire tourner les monoplaces à vitesse élevée, les administrateurs de l'autodrome doivent se résigner à sa vente en 1939. Les sept cent cinquante hectares du domaine sont acquis par le Domaine national qui les met à la disposition du ministère de la Guerre. En septembre 1939, l’état-major de l’armée de Terre y installe un camp d’entraînement, le centre d’organisation de motocyclistes et d’automitrailleuses de Montlhéry (COMAM),.

### La guerre
De novembre 1940 à avril 1942, l'autodrome fait fonction de camp d'internement pour des tziganes et des nomades, sous la direction notamment d'Edmond Bertaux ; les hébergements militaires servent aux prisonniers . Ce camp était « dans l'enceinte de l'autodrome », vraisemblablement situé intégralement sur la commune d’Ollainville à l'endroit qui accueille aujourd’hui le 121e régiment du train.
Raymond Gurême fait partie des internés, Il s'échappe, est repris et finit en camp. Il en revient et, très tard, écrira un livre témoignage grâce à une journaliste qui fera ouvrir les archives, révélant ceux qui ne sont pas revenus, dont des enfants et des bébés .
La Seconde Guerre mondiale a eu des conséquences lourdes pour le circuit : il se trouve fortement endommagé par manque d'entretien.

### Après-guerre: l'expérimentation automobile, avec l'UTAC
Dès mi-1944, les Américains utilisent l'autodrome comme réserve de carburant et camp de transit .
Après la courte période de sa gestion par l'armée américaine, l'autodrome est remis à l'armée française (en particulier, sous la direction du colonel Antoine Peix).
En décembre 1946, l'État passe un contrat de gérance avec le CETAC. En contrepartie du versement d'une redevance annuelle aux Domaines, l'Union technique de l'automobile, du motocycle et du cycle (UTAC) obtient un bail de longue durée pour gérer au civil les pistes ainsi que les installations de l'autodrome, sous condition de sa remise en état, de l'entretien et de l'organisation de compétitions.
L'anneau ouvre de nouveau en février 1947, le circuit complet, en juin 1947.
Ces travaux vont permettre au circuit de diversifier ses activités, en particulier dans les domaines techniques et expérimentaux (entre autres, les bancs d'essai de l'Auto-Journal). L'UTAC exploite l'autodrome essentiellement pour des essais techniques.
Désormais, le circuit est surtout consacré aux tests de constructeurs, par l'UTAC.
Louis Wagner en est le directeur durant les années 1950. L'ensemble est ensuite dirigé de 1964 à 1976 par Philippe Maillard-Brune, employé par l'UTAC, qui a notamment la charge de la destruction du château de Saint-Eutrope au début des années 1970, à l'abandon depuis la guerre et transformé alors en squat.
Au fil des années, sa réhabilitation voit, notamment, l'élaboration d'une tour de chronométrage en 1954 (concours de BP), d'une tribune de mille places, la construction de trente-quatre stands de ravitaillement avec stations de carburant en 1956 (concours d'Azur et de Total), la construction de deux passerelles enjambant les pistes (concours de Dunlop) afin de permettre au public de se déplacer, d'une chicane au Nord de l'anneau de vitesse, d'une bretelle à l'Est et d'une chicane supplémentaire dans sa partie Sud (longtemps remplacée par des bottes de paille). La surface des pistes sera rénovée, en particulier le circuit routier (entreprise Colas).
En 1963, le futur champion Jean-Pierre Beltoise découvre le métier sur la piste de Linas,.
L'UTAC rachète le site en 1973, via la Chambre syndicale des constructeurs automobiles.
À la suite d'accidents aux 24 Heures du Mans, après d'autres accidents mortels sur les circuits de vitesse et à la montée en puissance des machines de compétition, l'évolution des consignes de sécurité confronte l'autodrome à des homologations de plus en plus difficiles. En avril 1997, la Commission nationale des circuits de vitesse délivre son homologation. Le 9 mai 2001 également, pour une durée de quatre ans .
De nouveaux aménagements sont effectués afin de pouvoir continuer de recevoir les Coupes du Salon ou le Grand Prix de l'Âge d'or, tels l'implantation d'un grillage de protection des spectateurs dans la ligne droite menant aux tribunes jusqu'au virage dit « des Deux-Ponts », ou en haut de l'anneau, devant pouvoir résister à des impacts à 300 km/h.
L'homologation pour la compétition n'est pas renouvelée en 2004 ; afin de remettre le circuit aux normes, plus de quinze millions d'euros auraient été nécessaires.
Le circuit s'expose alors au risque de son démantèlement : une association pour la sauvegarde de l'autodrome de Linas-Montlhéry (ASALM) est mise sur pied sous le parrainage de Christian Estrosi, Hubert Auriol, Henri Pescarolo, Patrick Tambay, Patrick Delage, Jean-Claude Andruet, Jean-François Baldé, Jean-Pierre Beltoise, Jacky Hutteau.

### Nouvelle homologation reconduite en 2010
Une nouvelle homologation (roulage hors compétition) de l'anneau de vitesse et du circuit est accordée en 2010. Ce qui permet aux collectionneurs et aux amateurs de sports automobiles de revenir sur les pistes de l'autodrome. Elle est reconduite en 2014.
Depuis, une dizaine d'événements a lieu chaque année. Ces manifestations sont gérées par la cellule événementielle de l'UTAC : Paris Auto Events. En semaine, l'autodrome se transforme en centre d'essais pour tout ce qui a trait à la mobilité terrestre.
En 2014, le bâtiment « 1924 » est inauguré,.
En 2016, le Centre d'essai de véhicules autonomes (CEVA) amorce ses activités. En 2019 un ensemble de pistes réservé aux essais des véhicules autonomes et des systèmes d'assistance à la conduite est inauguré au centre de l'anneau de vitesse.

## Automobilisme
Anecdotiquement, le premier à tenter de battre un record sur le nouveau circuit est un cycliste, le belge Léon Vanderstuyft . Le 1er octobre 1924, il atteint 107,7 kilomètres à l'heure à vélo.

### Records
- Deux mois à peine après son inauguration, près de cent records sont établis, voire battus, sur l'autodrome. Le premier exploit est à mettre sur le compte de la marque Rolland Pilain, puis le record du tour de piste sera pendant longtemps l'apanage de Gwenda Stewart sur Derby Miller avec une moyenne de 234,681 km/h. Par la suite, de nombreux pionniers des records investissent le circuit, venant particulièrement de Grande-Bretagne où les restrictions sonores imposées par les autorités brident leur fougue.
- Le 7 mai 1939, lors du meeting des Coupes de Paris, Raymond Sommer établit le record de vitesse absolu sur l'anneau de vitesse pour l'époque, à 238,897 km/h, avec une Alfa Romeo 3 L, à compresseur depuis battu à plusieurs reprises notamment par Pierre Chabrier (Vilebrequin) lors de l'essai d'une Lamborghini Murciélago en 2021.
- Le 27 septembre 1953, une 2 CV « barquette » créée par Pierre Barbot et pilotée par Jean Vinatier bat neuf records du monde dont : douze heures à 90,96 km/h de moyenne et vingt-quatre heures à 85,02 km/h de moyenne.
- Le 17 septembre 1957, une Simca Aronde termine aux mains de huit pilotes différents une ronde de trente-huit jours, après avoir parcouru 102 873,243 km à la vitesse moyenne de 112,8 km/h et remporté quatorze records du monde (1 100 à 1 500 cm3, classe F)[32].
- Le 14 juin 1965, la Peugeot 404 Diesel Record termine aux mains de trois pilotes différents une ronde de quatre jours, après avoir parcouru 11 627,329 km à la vitesse moyenne de 161,49 km/h et établi quarante records du monde.

### Compétitions

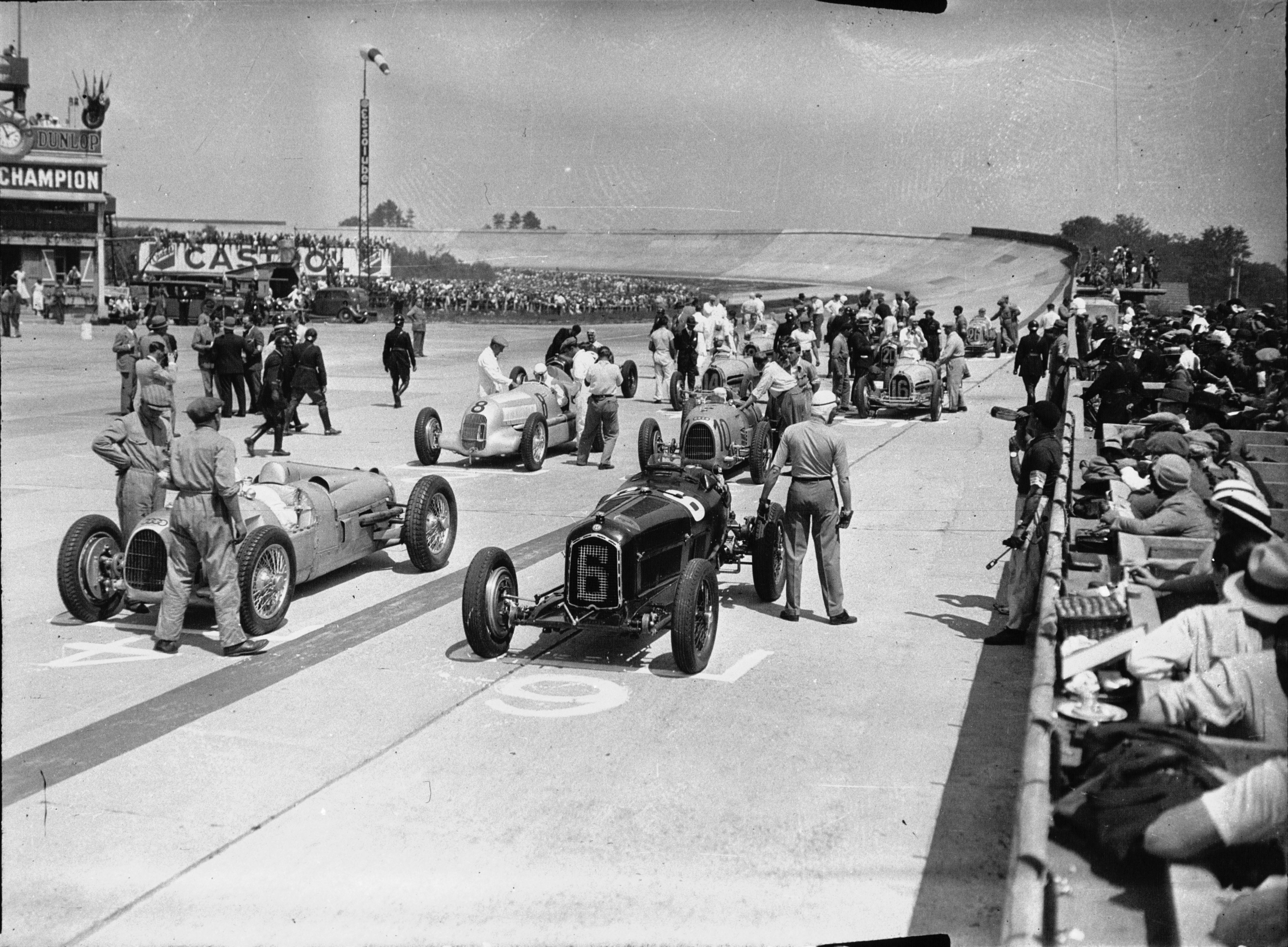
La grille de départ du Grand Prix de France 1934.

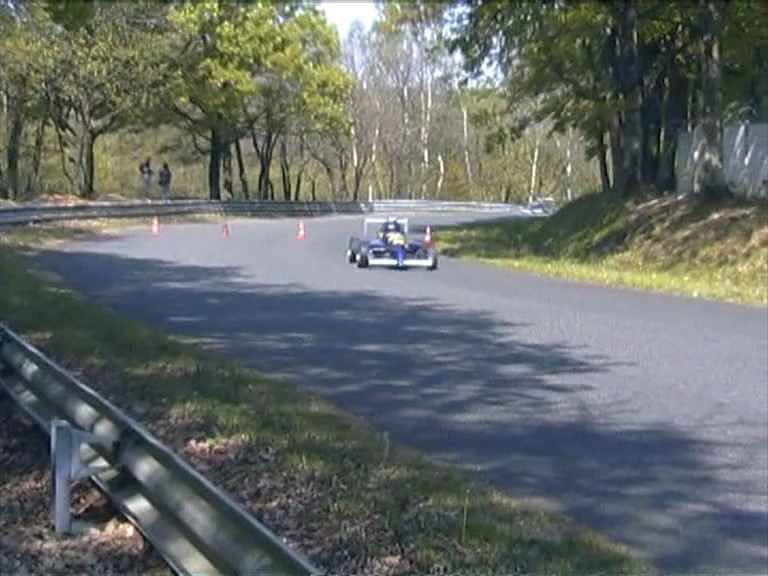
Stage de Formule Renault sur l'autodrome, avril 2002.

Dès l'hiver 1924 se disputent en une semaine le Champions Match, le Grand Prix du M.C.F., et le Grand Prix de l'Ouverture. De nombreuses courses sont organisées sur les différentes combinaisons du circuit, avant la Seconde Guerre mondiale comme le Grand Prix de l'Automobile Club de France (vitesse et tourisme) et le Bol d'or automobile, ou après comme de nouveau le Bol d'or automobile ou les Coupes de l'ACIF (mars, avril, mai, juin ou septembre selon), les Coupes de vitesse (avril), les Coupes de Paris (avril), la Coupe de Printemps (mai), le Prix de Paris (juin), la Coupe d'Automne (septembre), les Coupes du Salon (octobre), ainsi que les prestigieux 1 000 km de Paris (octobre). Elles ont parfois une durée de vie limitée comme les Coupes de l'AGACI (septembre), les 12 heures de Paris et les 24 heures de Paris. Elles mettent en compétition indifféremment des monoplaces (voitures de Grands Prix d'avant la Seconde Guerre mondiale, Formule 2, Formule 3 et formules constructeurs), des voitures prototypes et de sports, des voitures de grand tourisme et de tourisme.
En 1925, le Grand Prix de l'Automobile Club de France emprunte le circuit routier de douze kilomètres et demi. Les bolides tournent dans le sens des aiguilles d'une montre. La victoire est remportée par la Delage douze cylindres pilotée par Robert Benoist : le record du tour est établi à 129,31 km/h. Le Grand Prix sera de nouveau organisé sur l'autodrome en 1931, puis de 1933 à 1937, sous différentes formes ; malgré les difficultés d'accès à l'autodrome, le public sera au rendez-vous, passionné par les duels entre Alfa Romeo et Bugatti et l'entrée en lice des Auto Union, des Mercedes et des Delage.
Le Bol d'or automobile (Association motocycle-cariste de France, AMCF) est disputé de 1937 à 1939 sur l'autodrome empruntant le circuit « court » de trois kilomètres avec les virages des Quatre-Bornes, de la Ferme, du Faye et la moitié de l'anneau de vitesse. La première année, l'épreuve est réservée aux véhicules de moins de 1 100 cm3 et est remportée par deux « tanks » Chenard et Walker. De 1947 à 1955, elle alterne avec Saint-Germain-en-Laye.
Après la guerre, deux Grands Prix réservés aux monoplaces se disputent les faveurs du public sur le plateau de Saint-Eutrope, le Grand Prix du Salon organisé par l'Union sportive automobile (États-Unis) et le Grand Prix de Paris organisé par l'Association générale automobile des coureurs indépendants (AGACI) : les Talbot y règnent tout d'abord, mais rapidement Maserati et Ferrari pointent leur nez. L'audience, record pour l'autodrome, dépasse vingt-cinq mille spectateurs.
Au début des années 1950, à l'image des courses de club britanniques (dans la lignée des Racers 500), apparaissent à l'autodrome les courses d'amateurs mettant en compétition de petites monoplaces à « faible » coût les Monomill Panhard : elles permettent aux amateurs de se lancer dans la compétition et donnent lieu à des joutes spectaculaires. Elles seront remplacées par des formules équipées de différents types de moteur (dont Renault) pour aboutir à la Formule 3.
Plusieurs courses de Formule 2 se disputeront à Linas, dont en 1957 le Grand Prix de Paris avec Jack Brabham et en 1958 Jim Russel comme vainqueurs, mais les deux courses les plus emblématiques furent les Grands Prix de France : en 1964 avec la participation de champions internationaux comme Jack Brabham, Denny Hulme, Graham Hill, Jochen Rindt et Jackie Stewart ainsi que Jo Schlesser, Guy Ligier et José Rosinski, en 1966 avec celle de Jack Brabham, Jim Clark, Graham Hill, Denny Hulme et Jackie Stewart ainsi que celle de Jo Schlesser et Jean-Pierre Beltoise.
Les 1 000 km de Paris (1956 à 1995) restent la compétition la plus liée au renouveau de l'autodrome : ils verront se disputer la victoire entre voitures sports/prototypes Alpine (3 litres), Aston Martin, Gordini (T 24S), Ferrari (3 litres, 250 GTO, 330 P, LM et P2), Ford (GT 40 et MK2), Lola (T 70), Maserati (3 litres), Matra (de la 630 à la 660) et autres Porsche (de la 908 à la 917). Pour la première année, Louis Rosier et Jean Behra remportent la victoire sur une Maserati 3 litres, dont le moteur a été préparé par l'usine, à la vitesse de 150,239 km/h. De 1966 à 1970, en plein essor du sport automobile français, le plateau de Saint-Eutrope voit rugir les prototypes Matra Sports équipés tour à tour du 2 L BRM, du 4,7 L Ford et du 3 L (12 cylindres) Matra et voit surgir une nouvelle génération de pilotes (Jean-Pierre Beltoise, Henri Pescarolo, Johnny Servoz-Gavin, Jean-Pierre Jaussaud...). En 1970, Jack Brabham, pour sa dernière course, et François Cevert sont victorieux sur Matra Sports 660, à la vitesse moyenne de 171,763 km/h.
Les deux derniers événements à se produire sur l'autodrome sont la Coupe du Salon et le Grand Prix de l'Âge d'or. Ce dernier est en 1996, la troisième manifestation automobile de France après les 24 Heures du Mans et le Grand Prix de France de Formule 1. La Coupe du Salon n'est plus organisée après 1971, faute de concurrents suffisants. Le quarantième et dernier Grand Prix de l'Âge d'or se déroule le 20 juin 2004.
| Année | Vainqueur                          | Écurie        | Épreuve            | Résultats |
| ----- | ---------------------------------- | ------------- | ------------------ | --------- |
| 1925  | Robert Benoist Albert Divo         | Delage        | GP de l'ACF        | Résultats |
| 1926  | Albert Divo                        | Talbot        | Coupe du Salon     | Résultats |
| 1927  | Robert Benoist                     | Delage        | GP de l'Ouverture  | Résultats |
| 1927  | Robert Benoist                     | Delage        | GP de l'ACF        | Résultats |
| 1927  | Michel Doré                        | La Licorne    | Coupe du Salon     | Résultats |
| 1931  | Louis Chiron Achille Varzi         | Bugatti       | GP de l'ACF        | Résultats |
| 1933  | Giuseppe Campari                   | Maserati      | GP de l'ACF        | Résultats |
| 1934  | Louis Chiron                       | Alfa Romeo    | GP de l'ACF        | Résultats |
| 1934  | Benoit Falchetto                   | Maserati      | GP de l'UMF        | Résultats |
| 1935  | Rudolf Caracciola                  | Mercedes-Benz | GP de l'ACF        | Résultats |
| 1935  | Raymond Sommer                     | Alfa Romeo    | GP de l'UMF        | Résultats |
| 1936  | Jean-Pierre Wimille Raymond Sommer | Bugatti       | GP de l'ACF        | Résultats |
| 1937  | Louis Chiron                       | Talbot-Lago   | GP de l'ACF        | Résultats |
| 1939  | Jean-Pierre Wimille                | Bugatti       | Coupe de Paris     | Résultats |
| 1947  | Yves Giraud-Cabantous              | Talbot-Lago   | Coupe du Salon     | Résultats |
| 1948  | Yves Giraud-Cabantous              | Talbot-Lago   | GP de Paris        | Résultats |
| 1948  | Louis Rosier                       | Talbot-Lago   | Coupe du Salon     | Résultats |
| 1949  | Philippe Étancelin                 | Talbot-Lago   | GP de Paris        | Résultats |
| 1949  | Raymond Sommer                     | Talbot-Lago   | GP du Salon        | Résultats |
| 1950  | Georges Grignard                   | Talbot-Lago   | GP de Paris        | Résultats |
| 1952  | Piero Taruffi                      | Ferrari       | GP de Paris        | Résultats |
| 1953  | Marcel Balsa                       | BMW           | Coupe de Printemps | Résultats |

### Stages et manifestations

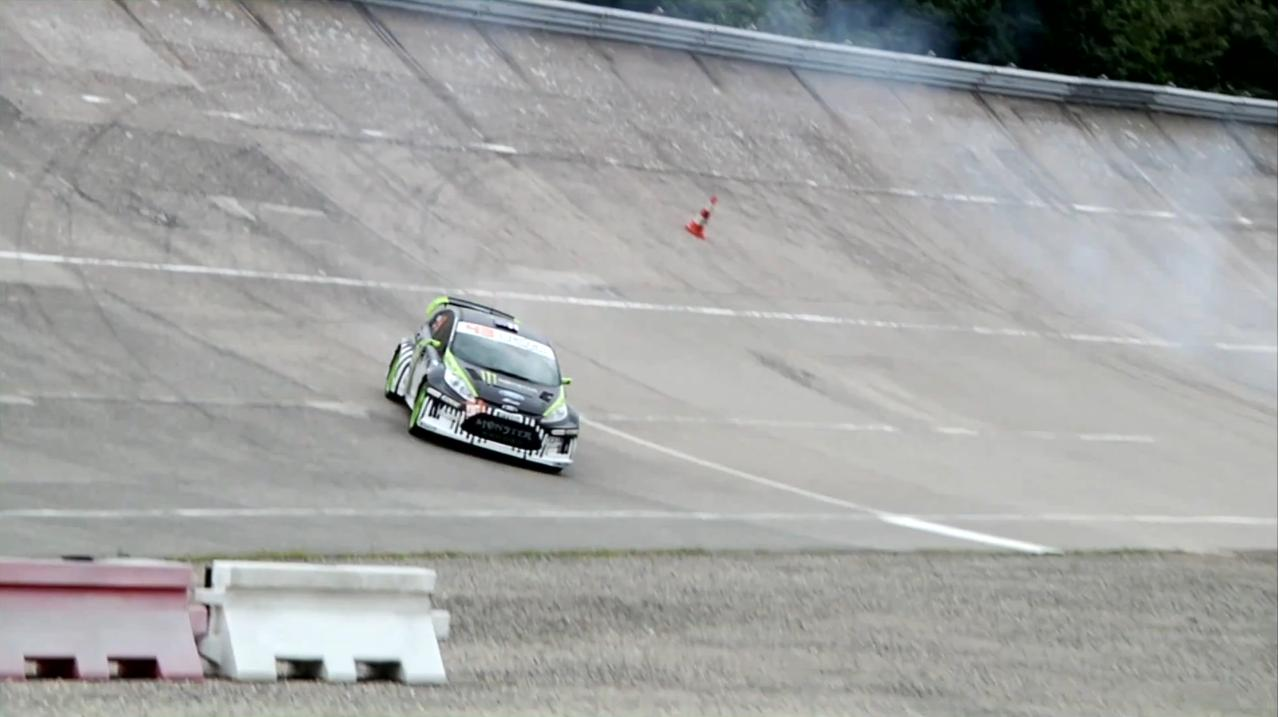
Ken Block dans un virage sur le circuit de Linas-Montlhéry.

Jusqu'en 2006 des stages de pilotage ont été organisés sur monoplace Mygale à moteur Renault. Aujourd'hui seul des stages de supercars (Audi R8) semblent être à l'ordre du jour.
En 2010, l'Américain Ken Block vient y faire un gymkhana.
Depuis 2010, l'UTAC ouvre ses portes lors de la journée « trackday » destinée aux amateurs de sessions de roulage libre : elle est organisée par Paris Auto Events.
La fête des Youngtimers, organisée par Mag Factory et Paris Auto Events, avait réuni le 27 avril 2013 plus de sept cents des véhicules des années 1970 à 1990, pour une exposition et des démonstrations. L’occasion pour le public venu nombreux de retrouver sa jeunesse et ses souvenirs au volant de modèles cultes : Golf GTI, Renault Clio Williams, Ford RS, Citroën BX Sport, Saab 900 Turbo, Jaguar, Autobianchi, Alpina BMW, Mercedes, Datsun, Toyota, Audi, Honda Civic… et bien d’autres modèles étaient à découvrir. Une grande fête qui a également mobilisé les clubs de plus en plus nombreux à fédérer les Youngtimers.
Les quatre-vingt-dix ans de l'autodrome ont été célébrés en 2014 par différentes manifestations :
- le 28 mars : Afterwork, qui rassemble une centaine de Citroën 2 CV et dérivées[37] ;
- les 7 et 8 juin : parade de véhicules anciens[38] ;
- le 21 septembre : parade du « Mustang Day » organisé par le Mustang Club de France, sur le tracé de 3,405 km, avec plus d'une centaine de véhicules ayant effectué trois tours de circuit[39].

Les 26 et 27 septembre 2015, l'Autodrome accueille la première édition de Les Grandes Heures Automobiles, une manifestation festive et annuelle regroupant des autos, motos et pilotes de légendes en démonstration dynamiques et statiques. Ferrari 250 LM, Peugeot 205 T16 ou Bugatti Type 35 pour les autos. MV Agusta, Norton Commando ou Dollar pour les motos. René Arnoux, Bruno Saby ou Henri Pescarolo firent partie des pilotes présents ce week-end.

### Morts de pilotes
La nature des activités et le manque de fiabilité mécanique entraînent de nombreux accidents. Les dispositifs de sécurité se mettent lentement en place.

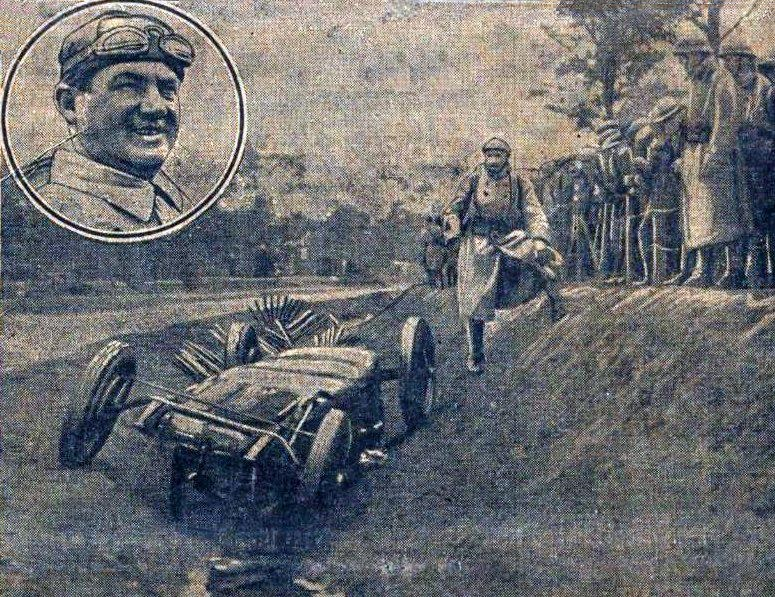
Épave de la voiture d'Antonio Ascari, au GP de l'ACF 1925.

- Le 26 juillet 1925, lors du premier Grand Prix de l'Automobile Club de France (ACF), à la courbe Saint-Eutrope du circuit routier, Antonio Ascari accroche une barrière, part en tonneaux avec son Alfa Romeo P2, est éjecté et meurt. La courbe Saint-Eutrope portera son nom.
- Le 12 octobre 1926, lors d'une tentative de record de vitesse, Marius Breton perd le contrôle de sa Panhard 35CV Lame de rasoir sur l'anneau de vitesse à cause d'une crevaison à plus de 200 km/h.
- Le 3 juillet 1927, lors du Grand Prix de l'ACF, De Courcelles trouve la mort dans la course de Formule libre.
- Le 20 août 1929, lors d'un tentative de record, René Cozette se tue au volant d'une voiture de sa fabrication.
- Le 7 décembre 1932, lors d'une tentative de record de vitesse, Amedeo Ruggeri se tue au volant de sa Maserati V5.
- Le 14 août 1934, lors d'une tentative de record de vitesse, Georges Berthelon se tue au volant d'une Renault Vivasport dans le premier virage.
- Le 24 avril 1954, lors d'une course de Formule Libre, Guy Mairesse meurt en percutant un mur de béton avec sa Talbot-Lago T26GS, au virage des Deux Ponts après une manœuvre pour éviter une Renault 4CV. Un enfant de six ans meurt également dans l'accident.
- Le 7 octobre 1956, lors de la Coupe du Salon, Louis Rosier part en tonneaux avec sa Ferrari 750 Monza au niveau de la contre-courbe Antonio-Ascari, se blesse grièvement et meurt le 29 octobre à l'hôpital de Neuilly-sur-Seine. Lors de la même épreuve, le suisse Benoît Musy quitte l'anneau de vitesse à environ 200 km/h avec sa Maserati 200S (it) et s'écrase au pied de l'architecture de béton, se tuant sur le coup.
- Le 5 juin 1961, lors d'une course de voitures de tourisme, Caroline Taste perd le contrôle de son Austin-Healey Sprite dans la Boucle des Biscornes et meurt de ses blessures.
- Le 7 octobre 1962, lors de la Coupe du Salon, Henri Oreiller se tue au volant de sa Ferrari 250 GTO.
- Le 21 octobre 1962, lors des essais des 1 000 km de Paris, Paul Armagnac se tue au volant de sa René Bonnet.
- Le 11 octobre 1964, lors des 1 000 km de Paris, un accident à la sortie des stands provoque la mort de deux pilotes, Peter Lindner et Franco Patria, et celle de trois commissaires de piste : la Jaguar type E Lightweight du pilote allemand — partie en aquaplanage — heurte l'Abarth — à l'arrêt — du pilote italien.
- Le 17 septembre 1967, lors d'essais en prévision des 1 000 km de Paris, Jean Rolland se tue au volant d'une Alfa Romeo 33.
- Le 4 octobre 1974, lors d'un banc d'essais de L'Auto-Journal, le journaliste Marcel Reichel meurt dans un accident en tant que passager.
- Le 24 juin 2001, lors d'un Grand Prix de l'Âge d'or, Bernard Houzelle est victime d'une crise cardiaque et tire tout droit à la Déviation de l'Est, percutant un commissaire de piste qui meurt également.

## Motocyclisme

### Records
- En 1929, Herbert Le Vackl dépasse les 200 km/h sur un tour au guidon d'une Brough Superior ;
- Le 5 octobre 1934, Marcel et Robert Pahin battent plusieurs records et notamment celui des 2 000 km à 120,3 km/h, les 24 heures avec 2 849,23 km à 118 km/h au guidon d'une Peugeot 515 ;
- Le 8 mai 1938, Henri Nougier bat quatre records dont celui des 50 km à 115,32 km/h ;
- Du 4 au 15 octobre 1948, Arrigo Remondini établit huit records du monde (5 km, 10 km, 50 km, 100 km et 5 miles, 10 miles, 50 miles) ainsi que celui de l'heure — à 122,984 km/h de vitesse moyenne — sur une Jonghi 125 cm3[40];
- Entre le 19 et le 25 mai 1951, les pilotes Ferri et Poggi établissent pour Innocenti sur un scooter Lambretta 125 entièrement caréné et préparé sept records de vitesses dont un horaire de 158,6 km (cf "Innocenti Lambretta the definitive history" de Vittorio Tessera, ed.Giorgio Nada) .
- Les 8 et 9 novembre 1953, les 350 et 500 Norton Fish signent cent quarante et un records… ;
- Le 7 avril 1957, une Vespa spéciale nommée « Vespa Montlhéry » établit dix-sept records du Monde, conduite par sept pilotes. Parmi les records établis, figure celui de la moyenne horaire : 134 km/h ;
- En février 1950, Umberto Masetti, Mascherini et Dario Ambrosini tentent de battre le record longue durée sur une Lambretta 125 cm3 qui couvrent cent kilomètres à 126 km/h. Ces essais, avec deux carénages différents, seront annulés à cause d'un fort vent latéral, puis de nouveaux records, notamment sur douze heures.

### Compétitions
Le Grand Prix de France, organisé par l'Union motocycliste de France (UMF), prédécesseur de la Fédération française de motocyclisme (FFM), se déroule à l'autodrome en 1925, 1931, 1935 et 1937 : il réunit l'élite internationale et voit des victoires belges, britanniques, françaises et suédoises. Il y est encore prévu en 1957, mais est annulé consécutivement à la crise du canal de Suez et à la pénurie d'essence.
Le Motocycle club de France (MCF), organise lui aussi son Grand Prix de France de 1924 à 1937, avec une participation plus nationale qu'internationale, même si des Britanniques s'y illustrent. Il reprend après la guerre sous différents noms pour devenir le Critérium de vitesse MCF de 1960 à 1971. Pour cette dernière année, la vice-présidence est confiée à Georges Monneret : une petite centaine de candidats de l'élite nationale est inscrite pour cette course d'endurance de quatre heures dont Daniel Rouge et Charles Kajka sur Moto Guzzi 750 cm3, Michel Rougerie et Gérard Debrock sur Kawasaki 500 cm3, Jacques Roca et Jean-Claude Chemarin sur Suzuki 500 cm3, Jean Auréal sur Yamaha 250 cm3.
Le Bol d'or organisé par l'Amicale motocycle-cariste de France (AMCF) — dont Eugène Mauve et Maurice Vimont furent les chevilles ouvrières — est la course motocycliste la plus emblématique qui se soit tenue à Linas-Montlhéry ; de 1937 à 1939, de 1949 à 1950, de 1952 à 1960 et de 1969 à 1970, il a vu la compétition entre les meilleures marques allemandes (BMW, DKW, Zundapp...), britanniques (AJS, BSA, Matchless, Norton, Velocette, Triumph...) , italiennes (Aermacchi, Ducati, Moto Guzzi, Moto Morini...), espagnoles (Bultaco, Montesa...) et françaises (DS-Malterre devenue Ydral, Gnome et Rhône, Monet-Goyon, Motobécane, Peugeot, Terrot...) avec des incursions américaines (Harley Davidson), autrichiennes (Puch), hongroises (Panonia) et tchécoslovaques (Jawa), souvent représentées par des écuries d'usine. En 1970, une machine japonaise, la Honda CB 750 Four enlève pour la première fois la victoire.
À cette course phare du sport motocycliste français, l'AMCF associe en début de saison la Côte Lapize, qui permet de découvrir les machines préparées durant l'hiver. Les années 1950 voient la Gilera quatre cylindres d'usine conduite par Pierre Monneret s'y illustrer. En 1977, la catégorie 125 cm3 compte trente-six inscrits, la catégorie 250 cm3 trente-sept inscrits, la catégorie 350 cm3 douze inscrits, la catégorie 500 cm3 dix-huit inscrits, la catégorie 750 cm3 vingt et un inscrits, la catégorie 1 000 cm3 onze inscrits et la catégorie side-cars onze inscrits.
La tradition veut également qu'en ouverture de certaines compétitions automobiles des courses motocyclistes soient programmées, généralement le matin, par exemple pour la Coupe du Salon. De 1970 à 1976, elle devient les Journées motocyclistes du Salon. Les dernières Coupes Eugène Mauve (XVIIe) sont également disputées en 1976. Les années 1980/1990 voient fleurir le Bol d'argent (1981 et 1982, réservé aux pilotes nationaux), les coupes Promosport (1988, 1989, 1990 et 1992).

### Les pilotes de proximité
Plusieurs générations de pilotes ont été encouragées à pratiquer le sport motocycliste par la proximité de l’autodrome et ont parfois porté haut l’image de la France, records mondiaux, championnats nationaux, Bol d’or et championnats mondiaux : les plus illustres ont été Jean-Pierre Beltoise, Patrick Pons, Christian Ravel et Claude Vigreux.

### Manifestations
- Les coupes Moto Légende : réunion internationale de motos anciennes, alliant confrontation sur le circuit, concours de restauration et brocante sont nées ici et s'y sont tenues de 1993 à 2003 ;

## Cyclisme
L'autodrome a bien vite attiré également les champions cyclistes, dans le sillage du tout premier record décroché par le belge Léon Vanderstuyft, dès le 1er octobre 1924.
Octave Lapize, vainqueur du Tour de France cycliste 1910 et mort au champ d'honneur en 1914, a donné son nom à la côte la plus accentuée du circuit routier de l'autodrome de Linas-Montlhéry : cette côte a représenté la difficulté majeure des courses cyclistes qui s'y déroulaient.
Le Critérium des Comingmen, course cycliste pour les amateurs et indépendants, se  déroule à partir de 1925 sur l'autodrome de Montlhéry, sur une distance de 100 puis 150 km à partir de 1932. En 1939, un circuit de 3,333 km est substitué à celui de 12 km.
Le Premier pas Dunlop cycliste, compétition qui a précédé le championnat de France sur route des débutants (n'ayant jamais possédé de licence et n'ayant jamais couru en course officielle), devenu depuis 1974 le championnat de France sur route des juniors, s'est déroulé sur le circuit routier de l'autodrome de 1929 à 1938, puis en 1941, 1946 et 1952.
En 1933, les championnats du monde de cyclisme sur route 1933 se déroulent également sur le circuit au cours duquel s'impose Georges Speicher.
Parmi les coureurs de proximité, Claude Guyot s'y révèle en 1964.
En 1978, la finale du Paris-Tours se déroule sur cinq tours et demi de circuit. Lorsque les coureurs sont entrés sur le circuit aux Biscornes, l'Allemand Gregor Braun s'est échappé. Le Néerlandais Jan Raas a suivi au service du champion du monde Gerrie Knetemann. Sur la côte Lapize, Braun a dû laisser partir Raas. Il a gagné après un solo de trente kilomètres,.

## Événements
| Événement                           | Période   | Description |
| ----------------------------------- | --------- | --- |
| Autodrome Heritage Festival         | Juin      | Grande fête de la moto et de l'auto de légende, d’exception et de compétition (Gordini, Bugatti, monoplaces, etc.). Expositions, animations et sessions de roulage sur l'anneau et village des artistes.                                                                      |
| Autodrome Italian Meeting           | Octobre   | Des voitures des années 1930 aux supercars italiennes contemporaines, l'Autodrome Italian Meeting regroupe toutes les glorieuses marques italiennes (Alfa Romeo, Maserati, Lamborghini, Ferrari, Ducati, Vespa, Lambretta, etc.) le temps d'une journée.                      |
| Autodrome Vintage Market            | Avril     | Grande brocante Vintage ouverte aux exposants professionnels du secteur automobile et de la bourse d'échange et aux passionnés propriétaires de véhicules passion. Avec la présence d'un salon consacré aux objets, vêtements, accessoires, et aux belles mécaniques d’antan. |
| Café Racer Festival                 | Juin      | Événement de référence pour les passionnés de motos. Le village Café Racer regroupe les exposants de ventes d'accessoires et de pièces motos. |
| God Save The Car and the Motorcycle | Mars      | Les voitures anglaises d'exception (Mini, Jaguar, Austin-Healey, Aston Martin, MG, Triumph, Lotus, McLaren, etc.) paradent sur l'anneau de vitesse, les participants et visiteurs sont habillés d'époque…                                                                     |
| Jap'n'Car Festival                  | Mai       | Toute la culture japonaise s'expose lors de ce rassemblement de voitures et motos japonaises (expos, roulages, animations, clubs, etc.), avec la participation des marques nippones (Toyota, Honda, Mazda, Kawasaki, etc.).                                                   |
| Les Grandes Heures Automobiles      | Septembre | Manifestation (sur deux jours) consacrée aux automobiles de légende ou de compétition, et aux motos historiques. Séance de roulage, expos, villages d'exposants, etc. |
| OTO Classic - Grand Prix 1930       | Septembre | Championnat de voitures électriques (Devinci cars) qui s'inspirent des années 1930 créées par Mitjet Motorsport. |
| US Motor Show                       | Septembre | Les muscle cars, la culture et la musique américaine, la danse country, tout est réuni pour vivre le rêve américain. Village US Motor Show, Street Food… |
| Wagen Fest                          | Juin      | Événement consacré à la culture germanique, parade de Cox et Combi, exposition de supercars allemandes (Audi R8, l'AMG GT, Porsche GT3, 918 Spyder, BMW i8, etc.) et la présence des grands constructeurs automobiles Porsche, Volkswagen, BMW, Opel, Mercedes, Audi.         |
| Youngtimers Festival                | Avril     | Les Youngtimers se donnent rendez-vous sur l'anneau de Montlhéry, avec la participation des clubs. Concours d'élégance, village, bourse d'échange, pièces d'occasion, animations typiquement années 1980.                                                                     |

### Les Grandes Heures automobiles
Les Grandes Heures automobiles (LGHA) sont, depuis 2015, une manifestation consacrée aux voitures et motos de compétition historiques créée par Franz Hummel.
En 2017, ce sont seize mille visiteurs qui sont venus admirer les deux cents voitures et motos de compétition qui déambulent sur l'anneau de vitesse, ainsi que le village où sont exposées les voitures mythiques et les constructeurs automobiles contemporains.

### Jap'n'Car Festival
Pour sa première édition, le 19 mai 2018, le Jap'n'Car Festival, organisé par Paris Auto Events, a réuni quatre cents automobiles japonaises et fêté les dix ans du Club MX5 France avec la présence de cent vingt MX5 dans l'enceinte de l'autodrome. Cette année-là, le constructeur automobile Honda fait le déplacement à Montlhéry et expose sa gamme de véhicules.

### US Motor Show

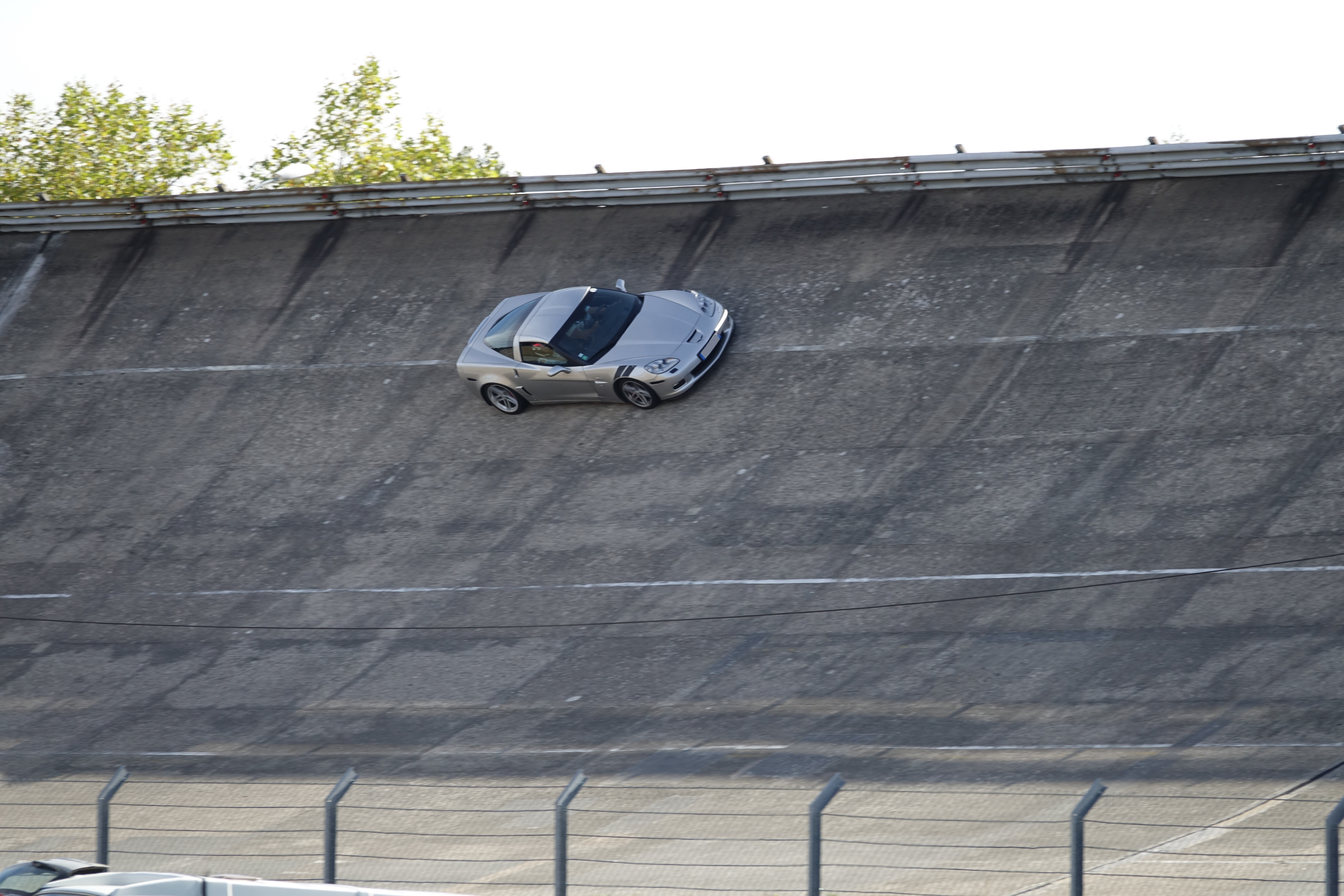
Anneau de vitesse.

Le 8 septembre 2018, l'autodrome se met aux couleurs de l’Amérique avec le premier US Motor Show, où se côtoient muscle car, Harley Davidson, bal country, barber shop (en) et cheerleaders.
La journée organisée par la cellule événementielle de l'UTAC Paris Auto Events, sur le thème de la culture américaine, a reçu quatre cents voitures et motos provenant de clubs et particuliers, exposées dans l'enceinte de l'autodrome. Ford Ranger, Chevrolet Camaro, AC Cobra, Shelby GT 500 ou encore Cadillac 1947 sont toutes réunies sous le passage de la Patrouille de France venus les saluer après leur participation au Paris-Villaroche Air Legend tout proche.

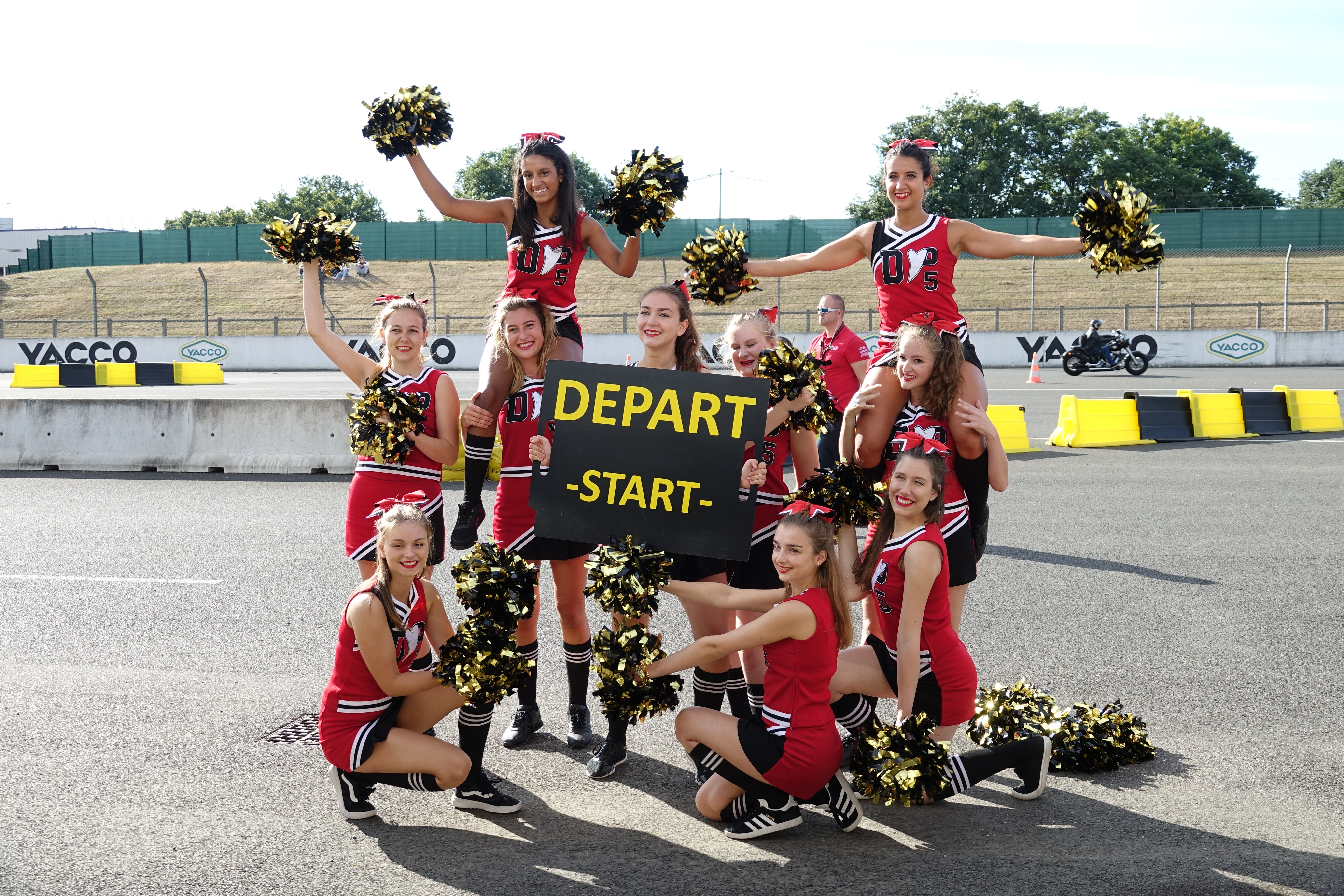
Dental Chir’Leaders.

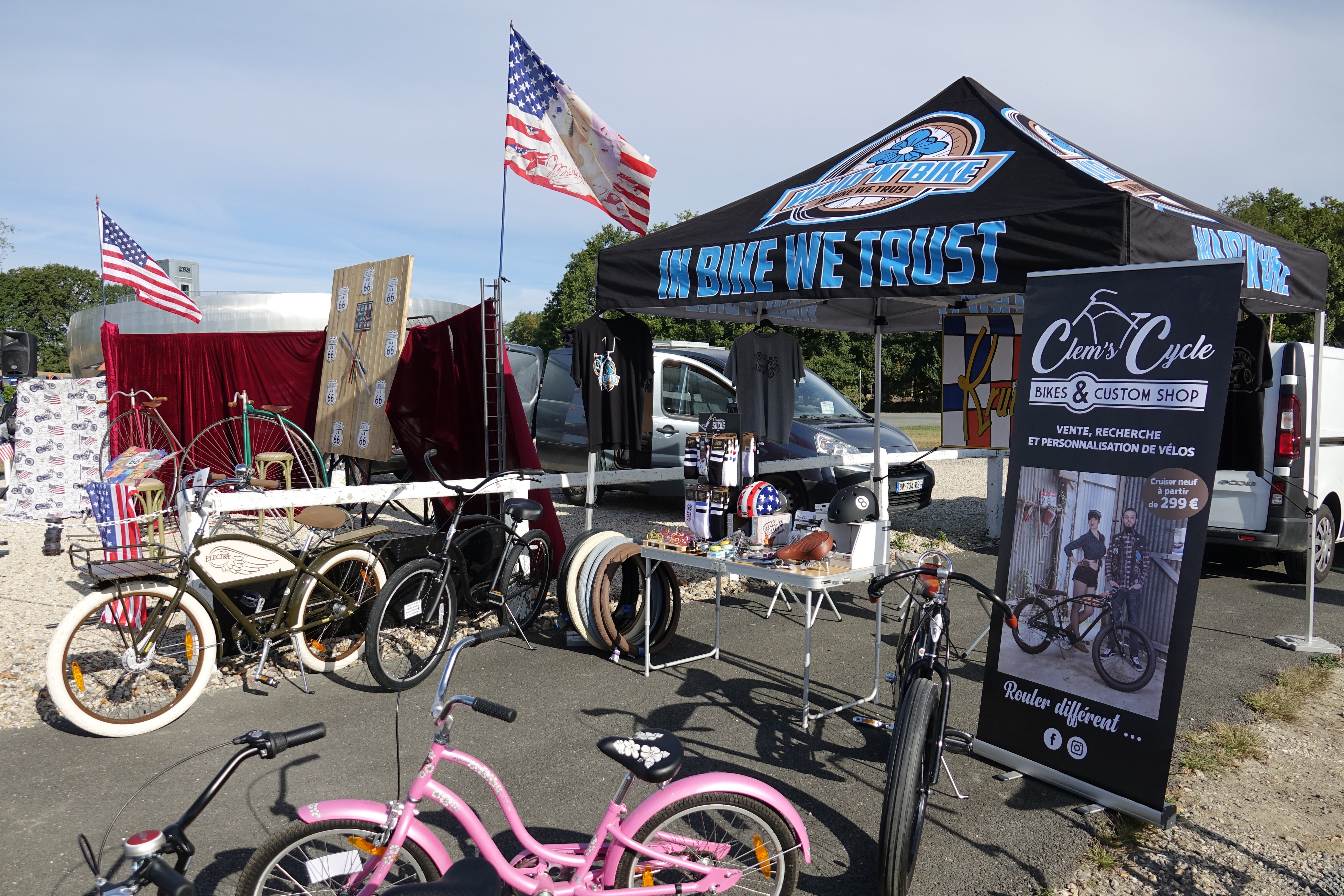
Village des exposants.

Les participants se retrouvent pour des sessions de roulage sur l'anneau incliné au son des V8 US, et des parades rassemblent l'ensemble des protagonistes au cours de la journée.

Session de roulage
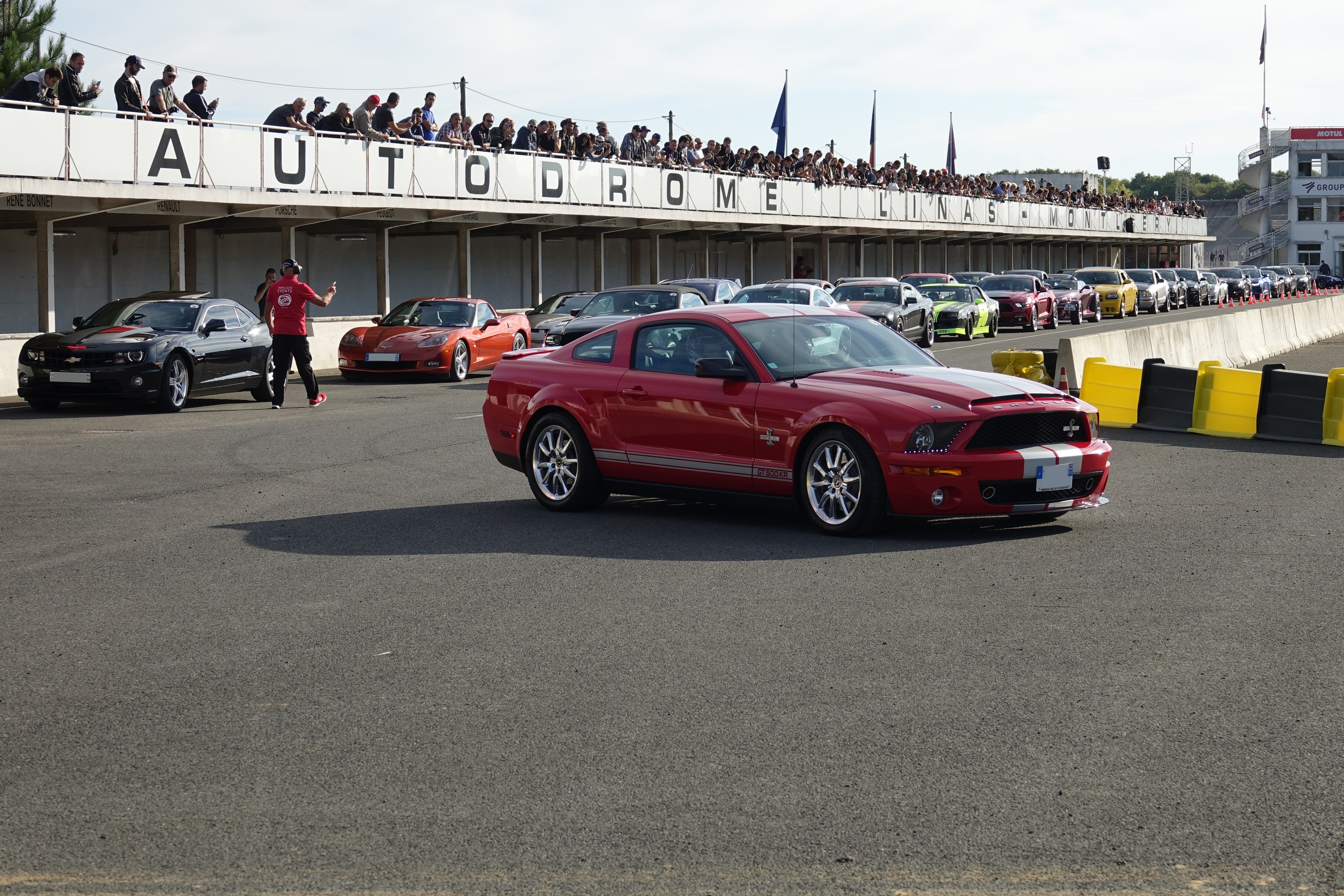
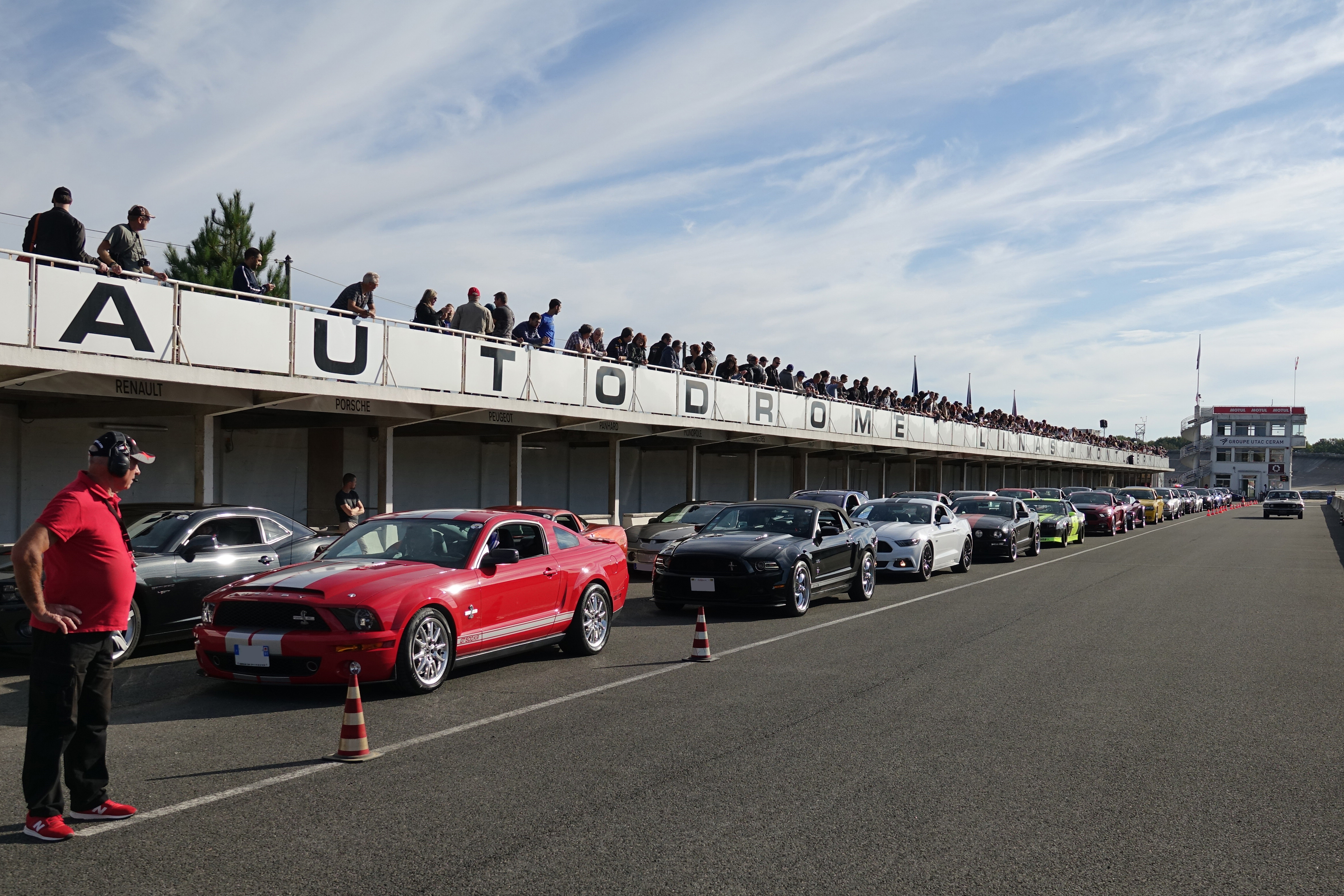
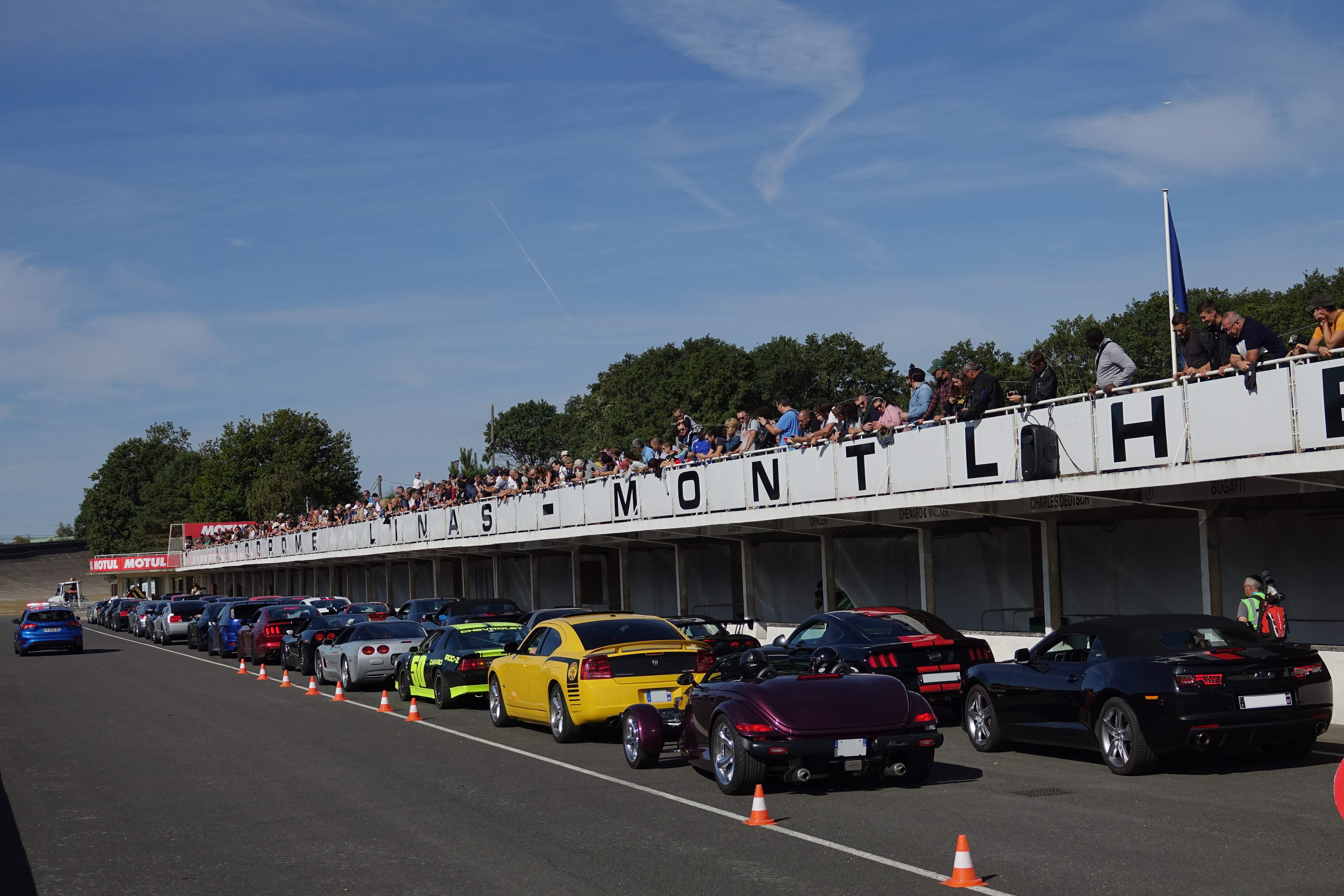
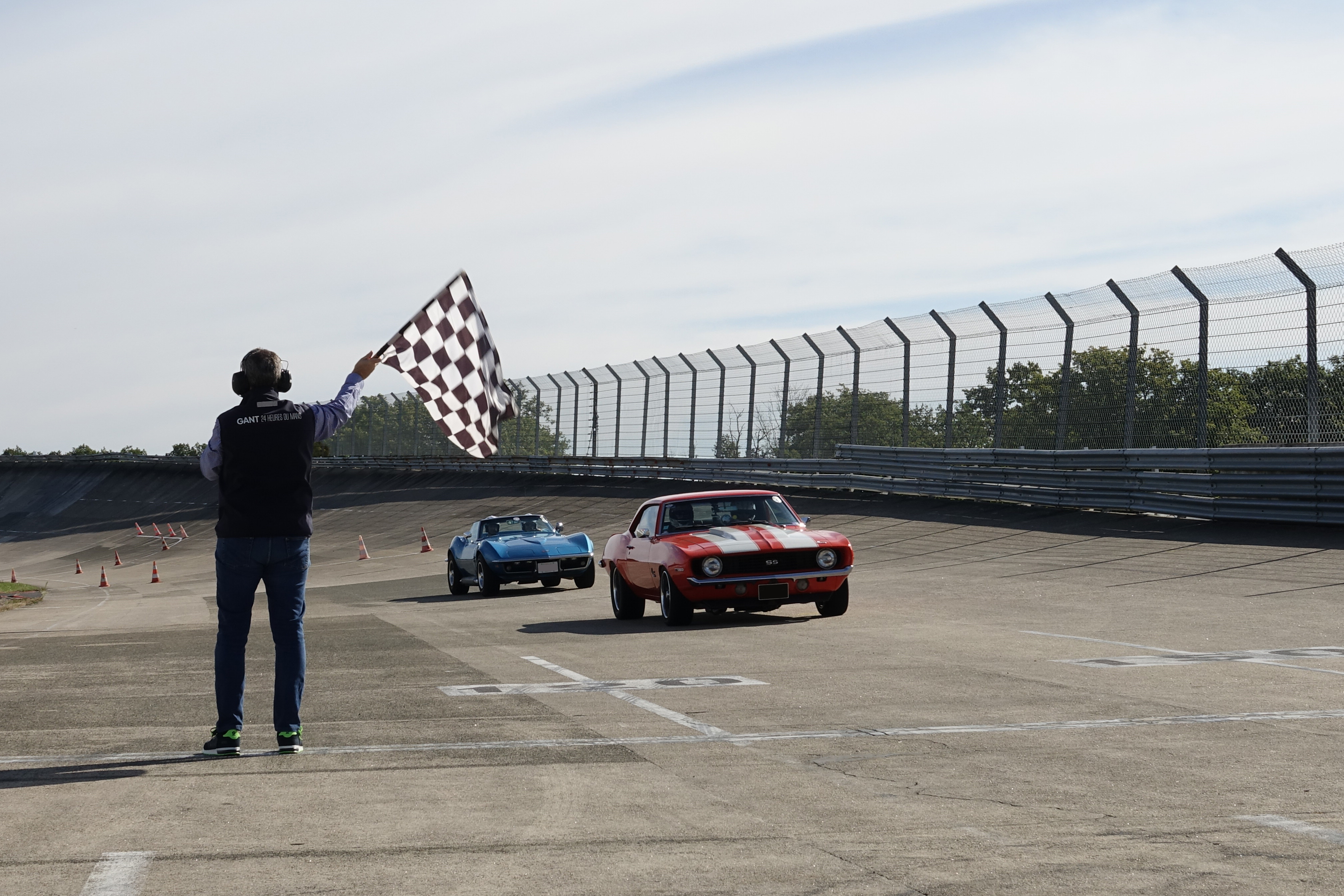

Le pavillon « 1924 » accueille un bal country, ainsi qu'une animation des « Dental Chir’Leaders ». Ce groupe de pom-pom girls a assuré le lancement de la parade des Harley Davidson avec une chorégraphie scénique sur la ligne de départ.
Un village des exposants présente des vendeurs d’accessoires, des spécialistes des mécaniques américaines ou des marchands d'objets custom, accompagnés de food-trucks proposant hamburgers et autres hot-dog.
Pour sa première édition sauce américaine, quelque deux mille neuf cents visiteurs se sont rendus à Montlhéry pour l'US Motor Show 2018.

Exposition d'américaines anciennes et modernes
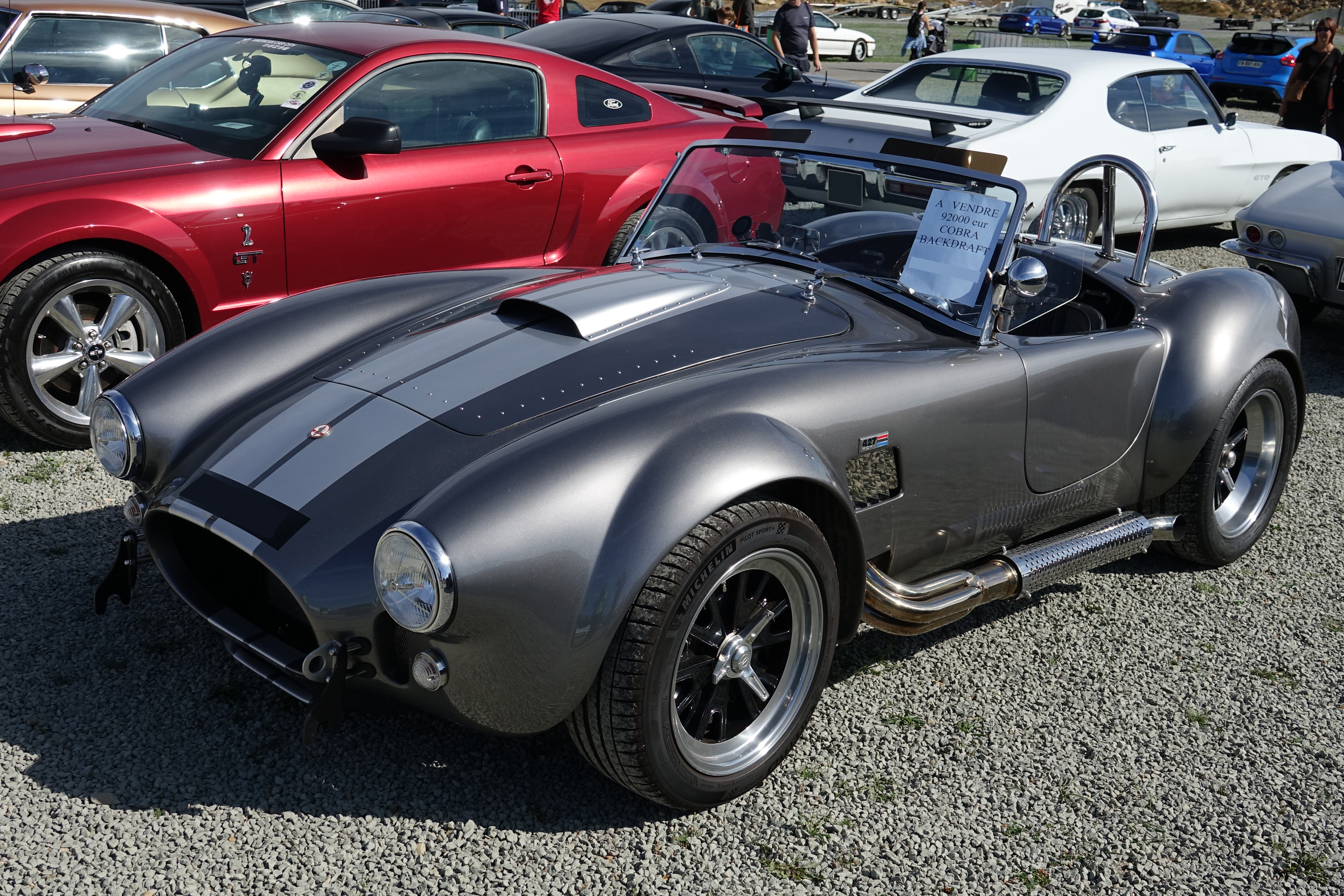
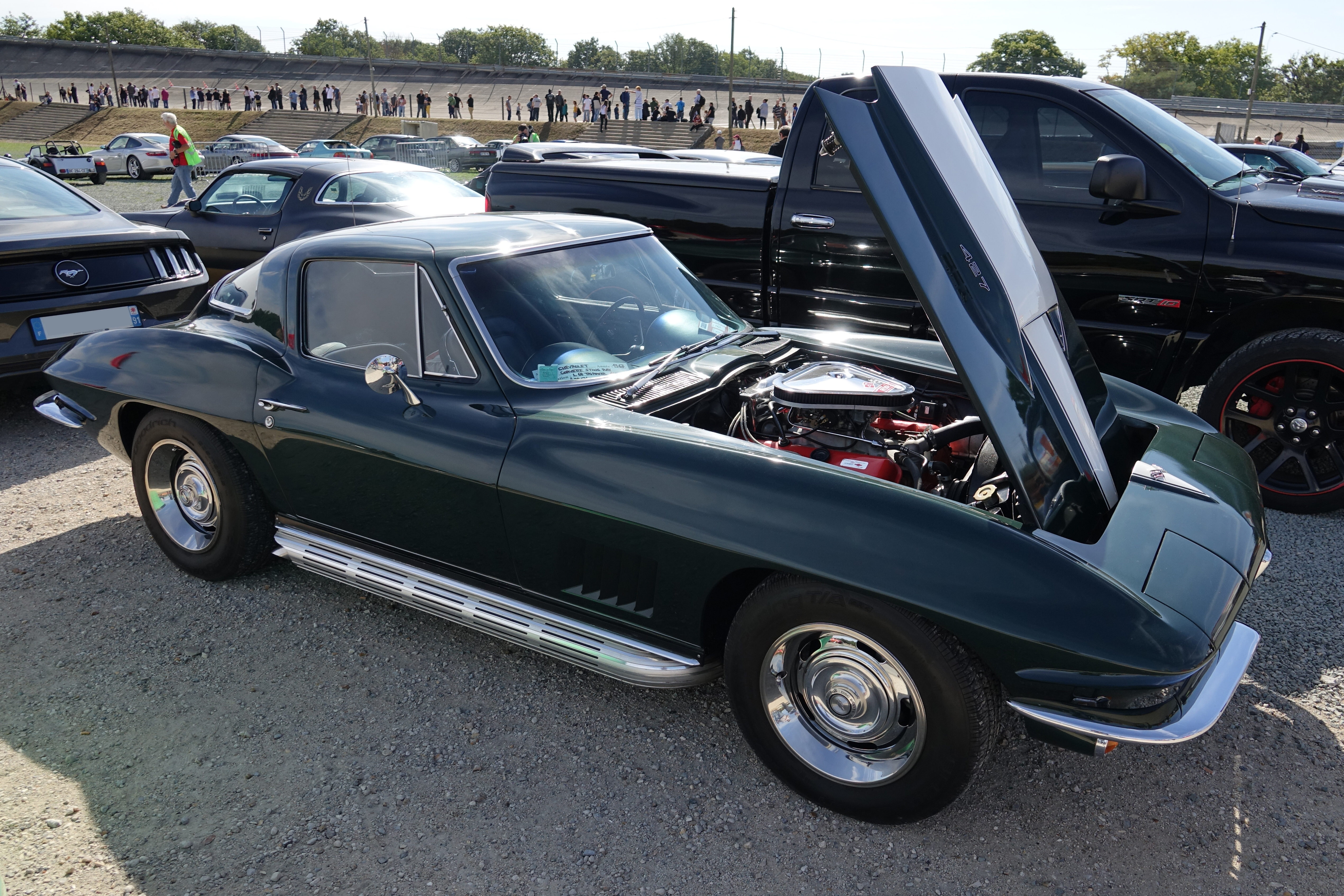
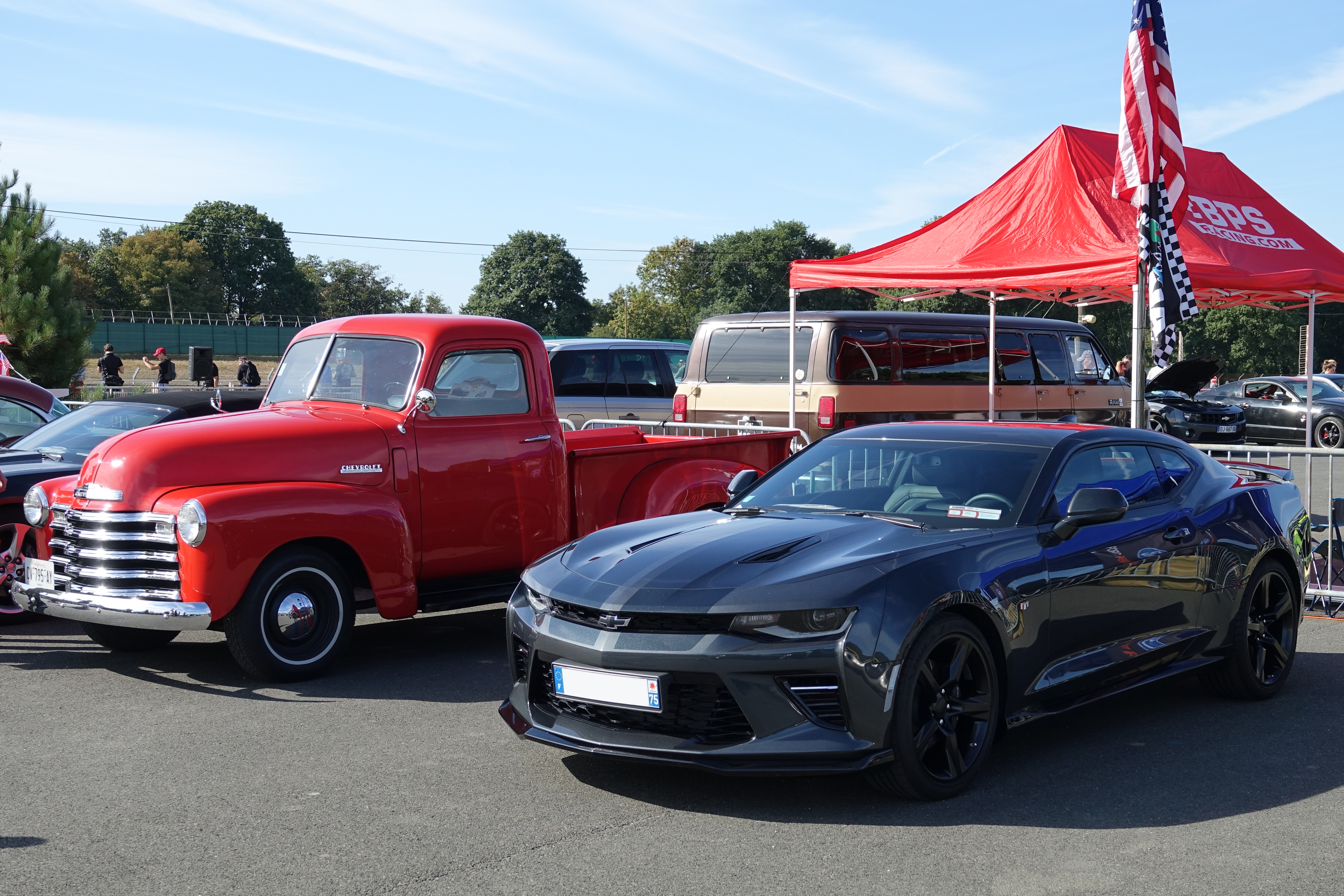
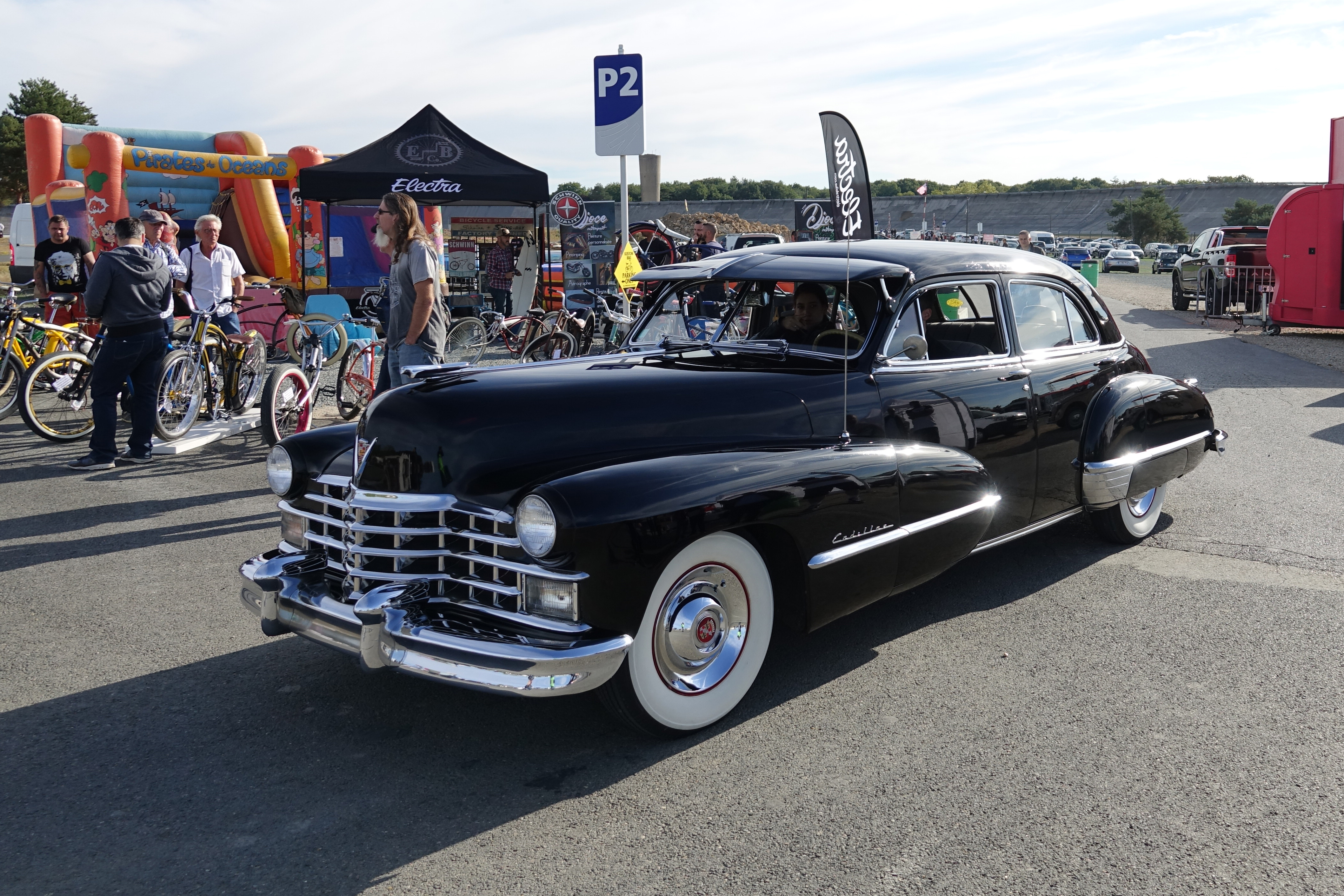
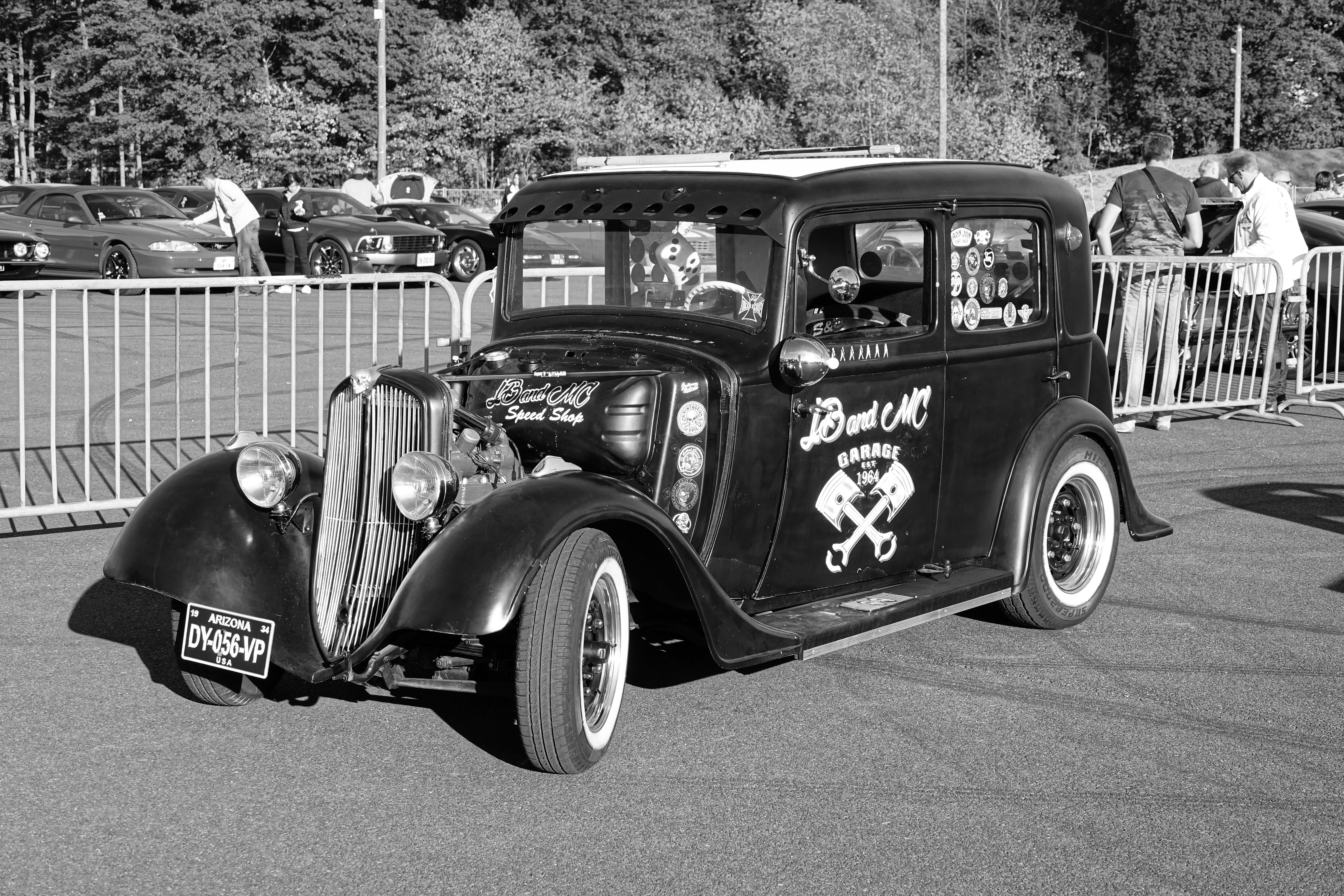
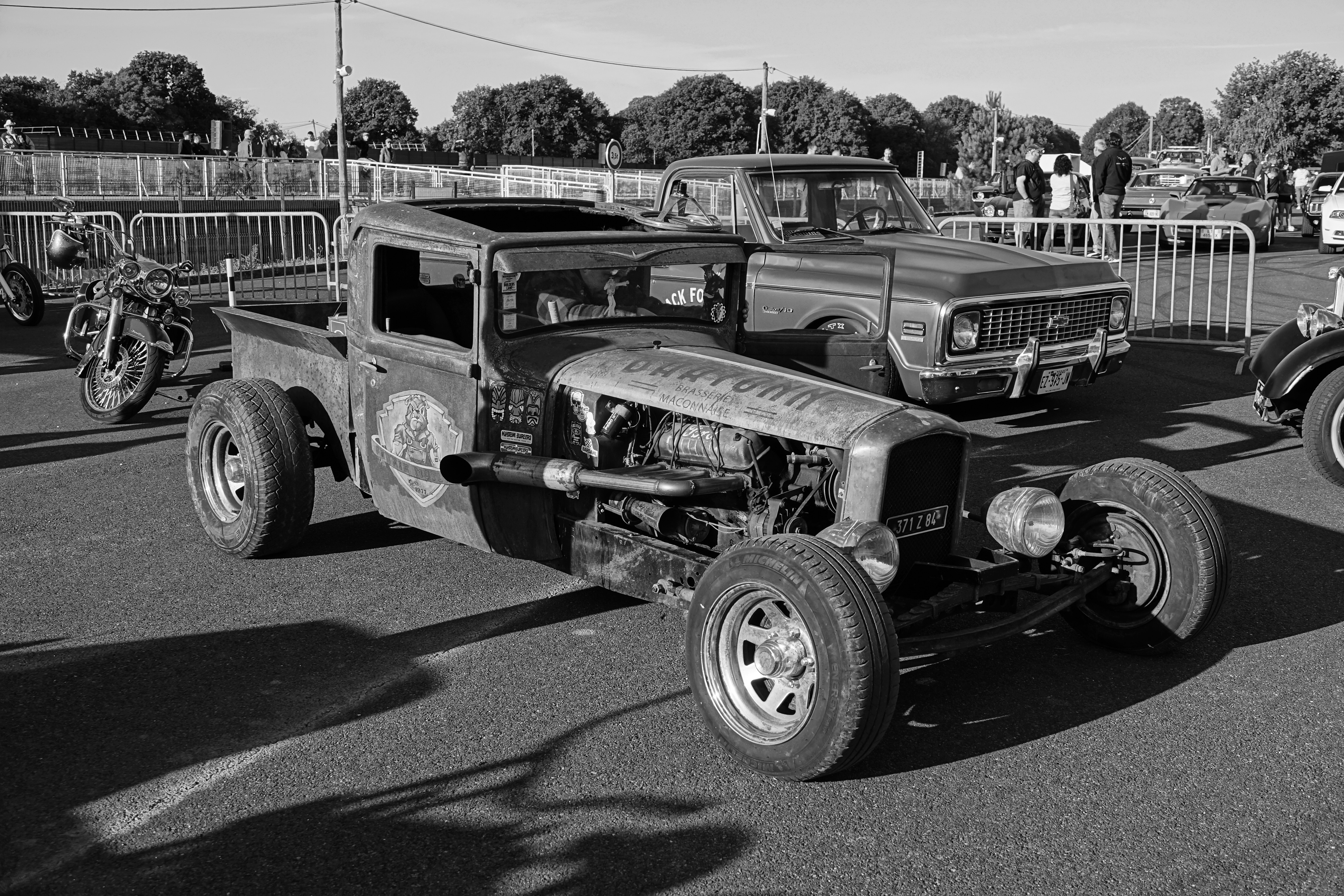

## Apparitions
- L'autodrome de Linas-Montlhéry est celui sur lequel s'entraîne Jean-Louis Duroc (interprété par Jean-Louis Trintignant) dans le film Un homme et une femme de Claude Lelouch, sorti en 1966. Il y pilote une Ford GT40. Le circuit sert aussi lors des scènes d'action de Jamais avant le mariage de Daniel Ceccaldi, sorti en 1982, où apparaît une monoplace issue de Duqueine Automotive.
- La chaine YouTube Vilebrequin, puis, après sa fermeture, celle d'un de ses créateurs, Sylvain Levy, ont tourné plusieurs vidéos à l'autodrome de Linas-Montlhéry.

- Le scopitone de My Year is a Day, chanson du groupe Les Irrésistibles, a été tourné avec la marque Triumph Motor Company, constructeur automobile anglais des Triumph TR5 PI sur l'autodrome de Linas-Montlhéry près de Paris.
- Les deux premières cases du premier album de bande dessinée de Michel Vaillant, Le Grand Défi, paru en 1958, montrent l'autodrome de Montlhéry, orthographié « Monthléry ».